# جوفيتو سالونغا
جوفيتو سالونغا (بالإنجليزية: Jovito Salonga) (و. 1920 – 2016 م) هو سياسي، وبروفيسور (أستاذ جامعي) من الفلبين .

## التعليم
تعلم في جامعة ييل، وكلية هارفارد للحقوق.